# Wozidło

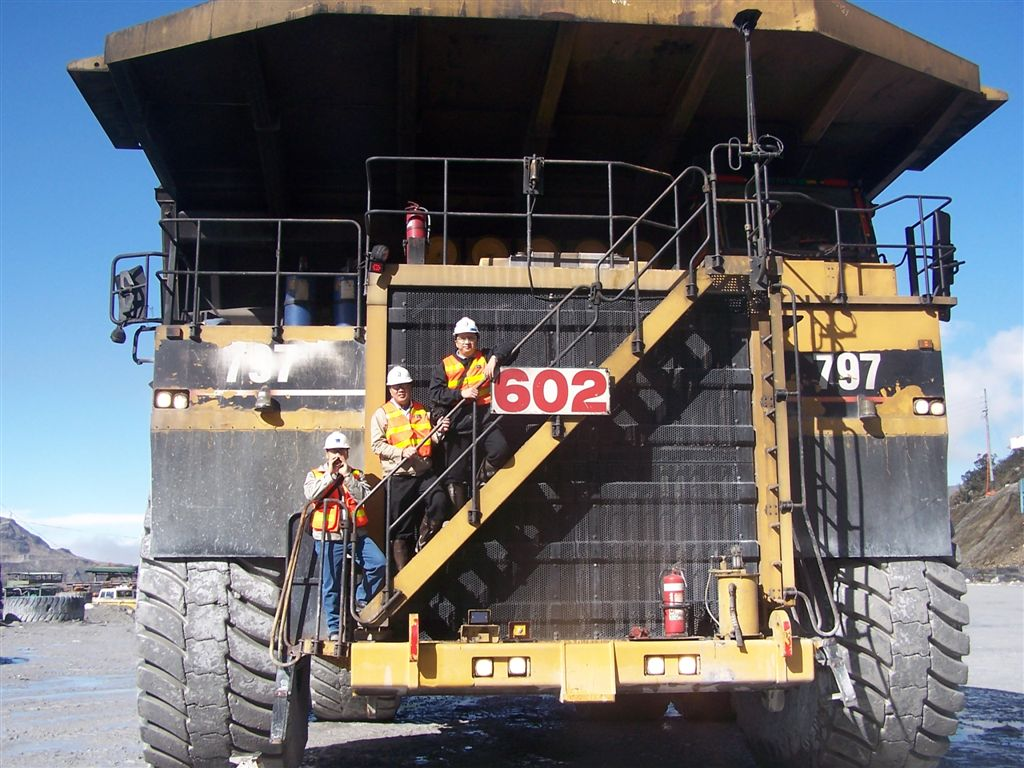
Wozidło sztywnoramowe Caterpillar 797B

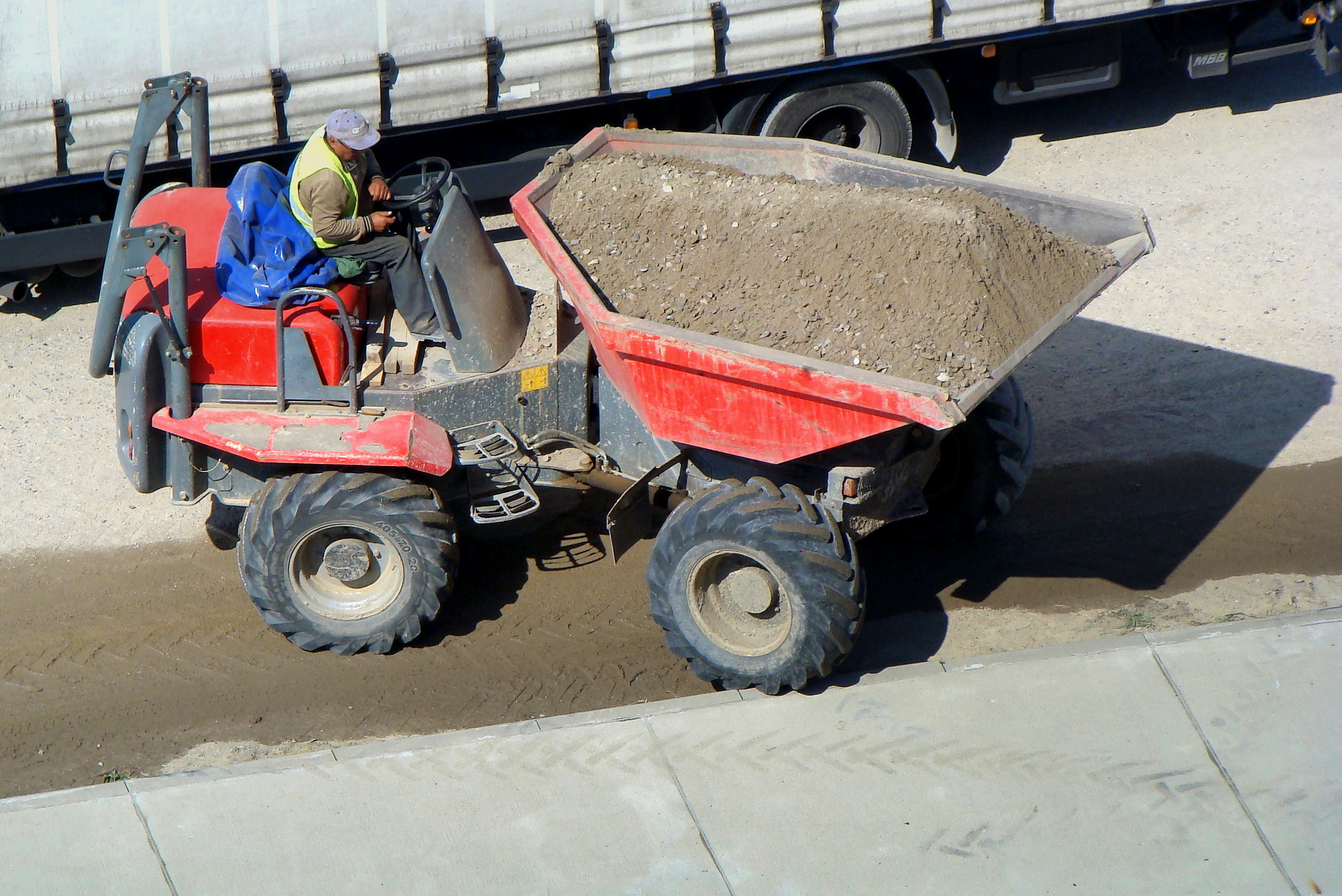
Wozidło przegubowe „Wacker Neuson”

Wozidło, wozidło technologiczne – rodzaj wywrotki przeznaczonej do transportu dużych ilości materiałów sypkich w trudnych warunkach terenowych, niedostępnych dla standardowych samochodów ciężarowych, np. w kopalniach odkrywkowych. Ze względu na konstrukcję wozidła dzielimy na przegubowe oraz sztywnoramowe.